# صلاح عرام
صلاح عرام (28 نوفمبر 1928 - 24 يوليو 2013) هو ملحن وموسيقي مصري.

## حياته ونشأته
من مواليد حي الجمالية بمدينة القاهرة في 28 نوفمبر 1928. تخرج من كلية الحقوق جامعة عين شمس وعشق الموسيقى والفن منذ مرحلة الدراسة الثانوية بمدرسة روض الفرج الثانوية بحي شبرا الذي عاش فيه فترة شبابه. وأصبح وكيلا لنقابة الموسيقيين المصريين في أواخر الثمانينيات لفترة انتقالية بعد رحيل النقيب أحمد فؤاد حسن.
توفي صلاح عرام في 24 يوليو 2013 عن عمر يناهز 85 سنة.

## مسيرته
نشأ نشأة دينية، والتحق بكُتًّاب باب الشعرية، ثم بدأ تعليمه الابتدائي بمدرسة الجمًّالية، حتى السنة الثالثة الابتدائية، وبعد اندلاع الحرب العالمية الثانية 1939، تركت الأسرة القاهرة إلى بلدتهم (إخميم - نجع أبو عرًّام) حيث عاشوا هناك بعض الوقت، وهناك التحق صلاح عرًّام بمدرسة إخميم الابتدائية. وفي عام 1940 عادت الأسرة إلى مدينة القاهرة، وعاشوا في حي شبرا، حيث كان والده يعمل في سكرتارية مجلس النواب. والتحق عرّام بمدرسة الأمير فاروق الابتدائية (وهي مدرسة الترعة البولاقية الابتدائية فيما بعد) وحصل منها على الشهادة الابتدائية عام 1942. ونظراً لأن صلاح عرًام كان الابن الوحيد لأبويه، فلم يحصل على مجانية التعليم برغم حصوله على مجموع متقدم في الشهادة الابتدائية. ولكن والده لجأ إلى صديقه وزميله - أثناء دراسته بالأزهر- الدكتور طه حسين، الذي كان آنذاك مستشاراً لوزارة المعارف. وحصل صلاح عرًّام على المجانية، والتحق بمدرسة الأمير فاروق الثانوية (مدرسة روض الفرج الثانوية فيما بعد). وفي تلك المدرسة جذبه النشاط الفني، فانضم إلى فريق التمثيل الذي كان يشرف عليه الممثل المعروف أحمد عَلِّام. وكان يقوم بأدوار ثانوية، وبدأ يهمل في دراسته. وفي تلك الفترة تعرف صلاح عرِّام على جاره «بليغ حمدي». واشتريا آلتي العود، وبدأ يتعلمان العزف سرا، في فيلا أسرة بليغ حمدي، على يد أستاذ كان يتقاضى منهما عشرة قروش في الحصة. ثم تعرف على عاطف نصّار وكان يعزف آلة الكمان بشكل جيد. وفي عام 1949 تكوِّن في مدرسة التوفيقية الثانوية بشبرا نادي للنشاط الصيفي للطلاب، وكان يشرف عليه الفنان المعروف يوسف عوف، فانضم إليه الأصدقاء الثلاثة. وكان عاطف نصّار يعزف آلة الكمان وصلاح عرّام يعزف آلة العود، بينما كان بليغ حمدي يقوم بالغناء، كما كان عرّام يلقي بعض المونولوجات. ونتيجة لذلك النشاط الفني تِعًّثر صلاح عرًّام في دراسته الثانوية ورسب عدة مرات، ولكنه انتهى منها بعد جهد عام 1952، ثم التحق بكلية الحقوق بجامعة إبراهيم (عين شمس حاليا)، وفيها انضم لفريق التمثيل وأصبح رئيسا له. وفي أول عهد حركة 23 يوليو 1952، أقيمت المسابقات بين فرق التمثيل بالجامعة. وفي تلك المسابقات فاز صلاح عرّام بميدالية ذهبية وكان ذلك حوالي عام 1953. وفي نفس الوقت التحق سرًّا بقسم النقد بمعهد الفنون المسرحية – الذي كانت الدراسة فيه مسائية - وكان الفنان محمد حسن الشجاعي يُدرس له الموسيقى في المعهد.

## نشاطه الفني
أعلن الأستاذ أحمد طاهر، المشرف على برامج المنوعات بالإذاعة المصرية آنذاك، عن إن الإذاعة ستقدم نشاطا لهواة الفنون في برنامج بعنوان (ركن الهواة). وتقدمت عدة فرق موسيقية للإذاعة. فقام صلاح عرّام بجمع أصدقائه الذين كانوا يشتركون معه بالعزف في الحفلات، منهم (عاطف نصّار- ميشيل المصري - حسن أنور- محمود عفت). وتقدموا كفرقة للامتحان بالإذاعة، وكانت اللجنة الممتحنة مكونة من الفنانين: عبد الحميد عبد الرحمن- علي فرًّاج- محمد حسن الشجاعي - وآخرين. وبعد أن نجحت الفرقة دخل لهم في الأستوديو الفنان محمد حسن الشجاعي وسألهم من رئيس هذه الفرقة؟ فلم يرد أحد، اتجه ببصره ناحية صلاح عرًّام قال له: «أنت تبقى رئيس الفرقة»، فرد عرّام: «لا..لا..أبويا يغضب مني»، فقال له الشجاعي «لماذا يغضب منك.. لا تخشى شيئا». وربما كان اختياره له يرجع إلى أن شكله كان مألوفا لديه باعتباره طالب في معهد الفنون المسرحية. وترك الجميع عناوينهم. وبعد حوالي عشرين يوما، فوجئ صلاح عرّام بوصول خطاب مسجل من الإذاعة يطلب منه الحضور مع فرقته لتسجيل برنامج (ركن الهواة) الجديد. فذهب مع زملائه وسجلوا البرنامج وانصرفوا. وفي شهر رمضان من نفس عام 1954، وبينما صلاح عرّام يتناول طعام الإفطار مع أسرته، ويسمعون إذاعة البرنامج العام بالقاهرة، أعلن المذيع عن تقديم فرقة موسيقية جديدة. وبعد إذاعة الفوازير، قال المذيع "والآن نقدم لكم البرنامج الجديد (ركن الهواة) تقديم أحمد طاهر وديمتري لوقا بمصاحبة الفرقة الموسيقية الجديدة بقيادة صلاح عرّام"، وهنا نظر إليه والده وسأله «أنت لم تخبرني بشيء من هذا؟» فرد صلاح بسرعة قائلا: «أبدا هذه فرقة تابعة للكلية وطلبوا منا العزف في الإذاعة»، فعقب الوالد قائلا: «أعطني فكرة، لكي تستطيع أن تنظم وقتك» ولاحظ عرام إن والده كان سعيدًا بنجاحه. وفي حوالي منتصف عام 1954، أقيمت حفلات أعياد التحرير بحديقة الأندلس بالقاهرة، وكان المشرف على تلك الحفلات الفنان يوسف عوف. فاستعان بفرقة صلاح عرّام، الذي أطلق عليها اسم «الفرقة الذهبية». وزادت شهرتهم مع اشتراكهم في تلك الحفلات. وعندما اندلعت حرب السويس عام 1956 شاركت الفرقة الذهبية بقيادة صلاح عرّام، في التسجيلات التي تمت في الإذاعة المصرية لأغاني الحرب الحماسية في ذلك الوقت. وفي تلك الفترة بدأ ظهور برنامج (ساعة لقلبك) الذي كان يقدمه الإذاعي المعروف فهمي عمر. وقام الفنان علي إسماعيل باختيار بليغ حمدي ليغني مقدمة البرنامج (التيتر)، واستعان بفرقة صلاح عرّام لعزف فقرات البرنامج. وبذلك انتظمت الفرقة في عملها ببرنامجي (ركن الهواة) و(ساعة لقلبك). وكان للفنانة فايدة كامل دورها الكبير في دخول الفرقة للمجالات الرسمية المختلفة، خاصة بعد نجاح أغنيتها (عاد السلام يا نيل) التي غنتها بعد حرب عام 1956، بمصاحبة الفرقة. وفي تلك الفترة احترف أعضاء الفرقة واهتموا بالبحث عن المكسب المادي الأكبر، فتفككت الفرقة. عندها قام الفنان (سيد محمد) بدعوة صلاح عرّام لعزف الكمان في فرقته وإدارتها في نفس الوقت لما كان له من خبرة في هذا المجال. وفي عام 1957 بدأت حفلات (أضواء المدينة) التي كانت تقيمها الإذاعة المصرية. وبعد أن أشترك عرّام في أول حفلة وكانت في مدينة طنطا. عاد إلى القاهرة وصمم على أن يعيد تكوين فرقته، ولكن بصورة جديدة تمكنه من تلافي أخطاء الماضي. والجدير بالذكر انه في تلك الفترة كانت هناك فرقتي (سيد محمد) و(عبد الفتاح منسي) باعتبارهما الأكبر سنا، كانت لهم مكانتهم في الحياة الموسيقية في مصر، ولكن بظهور الفنان عبد الحليم حافظ انقلبت كل الموازين، واحتلت الفرقة الماسية بقيادة الفنان أحمد فؤاد حسن، مكان الصدارة وصاحبت الفنان عبد الحليم حافظ، بينما قامت الفرقة الذهبية بقيادة صلاح عرّام بمصاحبة الفنانة فايدة كامل، في حفلاتها بالنوادي نظراً لأن تكلفتهم المادية كانت أقل. كما عملت الفرقة في تلك الفترة أيضاً مع الفنانين: سعاد محمد - محمد عبد المطلب - عباس البليدي. وكانت الفرق الموسيقية حتى ذلك الوقت تحفظ الألحان عن طريق تكرارها أثناء التدريبات، فكان حفظ الألحان عن ظهر قلب هو الطابع المميز لأداء الفرق الموسيقية حتى تلك الفترة. ولكن عندما أنشئ التليفزيون المصري عام 1960، تغير أسلوب العمل في الفرق الموسيقية، التي كان مطلوب منها تسجيل عدد كبير من الأعمال أسبوعيا. فاضطرت الفرق إلى تدوين موسيقى تلك الأعمال وقراءتها من المدونات مباشرة، وتوفيراً للوقت، ولملاحقة السرعة المطلوبة في إنجاز الأعمال. وهذا هو ما فعله الفنان صلاح عرّام في فرقته. والجدير بالذكر أنه يتفق مع الكثيرون في إن إدخال الآلات الموسيقية التي تعمل بالكهرباء في فرق الموسيقى العربية قد أضرت كثيراً بطابع الموسيقى العربية، بسبب سوء استخدامها في أغلب الأحيان.  

## صلاح عرام حول العالم
زار الفنان صلاح عرّام وفرقته معظم دول العالم. فزار كل الدول العربية والدول الأوروبية وبعض البلاد الأفريقية، كما زار الولايات المتحدة الأمريكية مرتين، وفي كل مرة طاف مع فرقته كل الولايات في جولات فنية، كما زار أستراليا. وقد صاحبت الفرقة الذهبية بقيادة صلاح عرّام الكثير من الفنانين والفنانات المصريين والعرب. وأصبح وكيلا لنقابة الموسيقيين المصريين في أواخر الثمانينيات لفترة انتقالية بعد رحيل النقيب أحمد فؤاد حسن. وقد كتب عدداً من المقطوعات الموسيقية مثل (ليلة حلوة- فرحة- مسا الجمال- فكرة- لعبة).

## حفل غنائي ليلة 5 يونيو 1967
في يوم أول يونيه 1967 تقرر إجراء حفل غنائي في أكبر قاعدة جوية مصرية بأنشاص تحييها الفرقة الذهبية بقيادة صلاح عرام، ثم فجأة وبدون إبداء الأسباب تغير موعد الحفل إلى يوم 4 يونيه. سهر الطيارين والضباط والجنود في الحفل حتى السادسة صباح يوم 5 يونيه، رغم أن الحفل كان مقرراً الانتهاء منه في الثالثة قبل الفجر، وقد حدثت مفاجأة في الحفل، حيث قرر عبد الحليم حافظ الاعتذار فجأة عن المشاركة في الحفل دون إبداء الأسباب، بينما شارك في الحفل محمد رشدي وفايدة كامل وماهر العطار وشهرزاد وقدمت الراقصة زينات علوي فقرة أسعدت الضباط والجنود. بعد دقائق مع انتهاء الحفل ورحيل الفنانين إلى القاهرة، كانت الطائرات الإسرائيلية تحلق فوق قاعدة أنشاص الجوية وتدك القاعدة بالقنابل الثقيلة والصواريخ حتى سوتها بالأرض.
أجرى رامي السكري من صحيفة الوفد حواراً ساخناً مع صلاح عرام ليروي تفاصيل ليلة النكسة في أكبر قاعدة جوية مصرية. قال عرام: «في 4 يونيو جاءت مكالمة إلى من رئيس الإذاعة وطلب مني جمع الفنانين مرة أخرى لإقامة الحفل وبالفعل في الساعة الرابعة ظهراً كنا قد اجتمعنا مرة أخرى وطلب الحديدي منا أن نضع البرنامج لهذا اليوم الذي يبدأ في التاسعة مساء، بحيث يستمر إلى الواحدة صباحاً حتى يأتي الفنان عبد الحليم حافظ ليختتم الحفل، وبالفعل اتجهنا إلى القاعدة داخل أكبر قاعدة حربية، شعرنا بأننا أقوياء ولن نهزم أبداً.. فحينما وصلنا القاعدة وجدنا كماً هائلاً من الطائرات الحربية والتي إن وجهت إلى إسرائيل تقضي عليها في دقائق»، وتابع عرام: «وصلت إلى منزلي بالقاهرة في التاسعة صباحاً وبدأت بعد ذلك صفارات بدء الحرب تدوي في شوارع القاهرة وطلبت من زوجتي الإسراع لإحضار ابنتي من المدرسة»، ويواصل: «كنت اتحدث تليفونياً مع الفنان محمد رشدي الذي حضر الحفل معي ليلة النكسة وكنا نتكلم عما حدث فوجئت بطرف ثالث يدخل في الحديث ويحذرنا بعدم التكلم في مثل هذه الأمور مرة أخرى وبعد عدة أيام أخبرني صديقي ماهر العطار أننا مطلوبون للتحقيق في مكتب العقيد طيار حسني مبارك ولم أذهب، ثم حضر إليّ في المنزل ضابطان وطلبا التحقيق معي وتم بالفعل.»

## مشاركاته في السينما
قدم صلاح عرام بعض ألحان وموسيقى تصويرية من ألحانه كما قاد فرقته الذهبية في أفلام وأعمال تلفزيونية وإذاعية.
فيلم «الراقصة والشيطان» عام 1992 للمخرج محمود حنفي (ألحان وموسيقى تصويرية)
مسلسل تلفزيوني «الباقي من الزمن ساعة» عام 1987 للمخرج هاني لاشين(موسيقى الاستعراضات)
فيلم «مولد يا دنيا» عام 1975 للمخرج حسين كمال (قيادة الفرقة الذهبية)
فيلم «آنسات وسيدات» عام 1974 للمخرج كمال صلاح الدين (قيادة الفرقة الذهبية)
فيلم «5 شارع الحبايب» عام 1971 للمخرج السيد بدير (قيادة الفرقة الذهبية)
فيلم «قصر الشوق» عام 1966 للمخرج حسن الإمام (قيادة الفرقة الذهبية)

## وصلات خارجية
https://elcinema.com/person/1097882 صلاح عرام
https://dhliz.com/artist/4M9VI6QG2UM/ صلاح عرام
https://www.masress.com/ahrammassai/98629 صلاح عرام
https://s.shabakngy.com/go/g.php?q=bBjadegk1mA صلاح عرام
http://egyptartsacademy.kenanaonline.com/posts/517671 صلاح عرام
https://karohat.com/Person/33a4eeaf-0c96-4da6-a50f-aa2373b8e887 صلاح عرام
https://www.youtube.com/watch?v=xUssaFT3xxA صلاح عرام
https://www.youtube.com/watch?v=Zz1oNAdlz5E صلاح عرام
https://www.youtube.com/watch?v=bBjadegk1mA صلاح عرام